# Saint-Béron
Saint-Béron é uma comuna francesa na região administrativa de Auvérnia-Ródano-Alpes, no departamento de Saboia. Estende-se por uma área de 8,66 km². Em 2010 a comuna tinha 1 710 habitantes (densidade: 197,5 hab./km²).